# 陈龙 (公安部副部长)
陈龙（1910年—1958年10月），原名刘汉兴，辽宁省抚顺人，中华人民共和国公安部副部长。

## 生平
1934年，经周保中、王润成介绍加入中国共产党。1935年任东北人民革命军第二军参谋长、东北抗日联军第二军参谋长。1936年赴苏，进入莫斯科东方劳动者共产主义大学学习。陈潭秋建议改名为陈龙。1939年归国在延安任中央社会部科长、1943年在西北公学任职。1945年任中央社会部某室主任。1945年8月至10月参加重庆谈判，保卫毛泽东的安全。1946年春到东北，任北满分局社会部长兼吉黑（北满）军区政治部保卫部部长兼松江省委常委、哈尔滨市委社会部长。1947年3月兼任哈尔滨市公安总局长（陈泊任松江省委社会部长兼哈尔滨市公安局副局长）。
1948年11月2日中共占领沈阳后，兼沈阳特别市军事管制委员会委员，领导沈阳市的公安与锄奸保卫工作。沈阳市公安局局长何侠，副局长历男；成立沈阳市公安总队，司令员何侠，政委历男，郭文森、陈远吉为副总队长，下设执法、警卫两个大队，均为从旅大市公安总局调来。在市公安局局长领导下，市局设秘书、治安、行政3个处。其中，秘书处设秘书、干部、总务3个科；治安处设资料、治安、司法、指导4个科室，下设工作队；行政处设治安行政、外侨、交通3个科及1个消防大队。1949年12月任南京市公安局长。1950年11月任公安部政治保卫局局长。1952年4月升任公安部副部长。